# Republiken Pisa
Republiken Pisa var en stadsstat i Toscana som existerade från 1000-talet till 1406. Pisa var en framstående handelsstad som i kamp med republikerna Genua och Venedig slogs om herraväldet över handelsvägarna i Medelhavet. Tillsammans lyckades de få kontroll över handeln med Österlandet och saracenernas piratverksamhet.

## Bakgrund
Västromerska riket kollapsade 476 e.Kr. medan det Bysantinska riket gick mot en storhetstid. Under kejsaren Justinianus I hade Bysans kontroll över alla länder runt Medelhavet utom Algeriet, Katalanska länderna och Frankrike. På 630-talet började araberna erövra Levanten och Egypten. Under 660-talet fortsatte Umayyaderna västerut utmed Medelhavets södra kust och invaderade södra Spanien 711. År 831 erövrade en muslimsk armé Palermo och Emiratet Sicilien bildades under Fatimiderna.
På 600-talet invaderade Langobarderna Italien och styrde över norra Italien och Toscana till de besegrades av Frankerriket 774.

## Historia

### Staden Pisa
Pisa var en etruskisk hamnstad på 600-talet f.Kr. vid floden Arno’s mynning. Etruskerna utvecklade ekonomin genom hantverk och handel. Pisa allierade sig sedan med Rom och deltog i krigen mot Karthago. På 800-talete.Kr. började Pisa bekämpa saracenska pirater som härjade längs den italienska kusten. År 871 hotades Salerno och pisanska soldater deltog i försvaret av staden. 

### Republiken Pisa

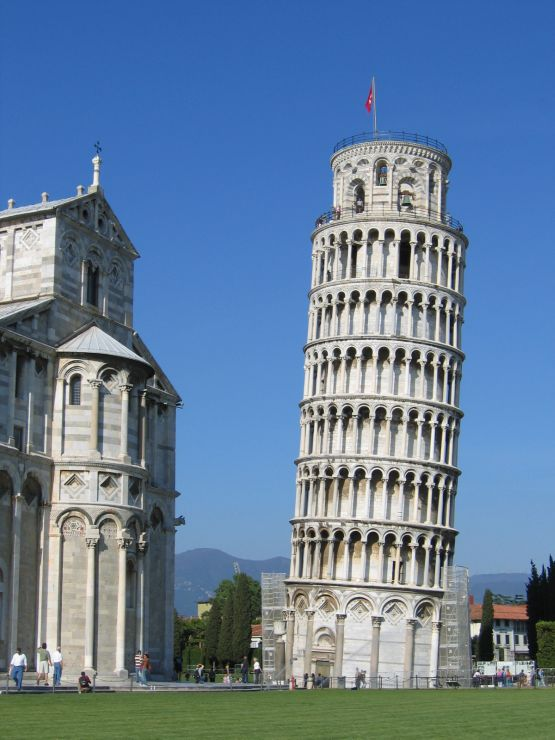
Lutande tornet i Pisa.

På 900-talet blev Pisa ett viktigt centrum för handel och byggde upp en stor örlogsflotta för att bekämpa saracenerna. År 1015 försökte morer från Andalusien erövra Sardinien, men slogs tillbaka av republikerna Geuna och Pisa. I början på 1030-talet angrep Pisas örlogsflotta muslimska städer i Nordafrika. 1052 erövrade Pisa Korsika, men det uppskattades inte av Genua. Det blev början till konkurrens mellan de två republikerna och följdes av flera krig.
I södra Italien pågick ett krig mellan Bysantinska riket och Emiratet Sicilien. Bysans anlitade normandiska legosoldater och deras ledare Robert Guiscard utnämndes till hertig av Apulien och Kalabrien. År 1063 invaderade normandiska styrkor Sicilien och amiralen för Pisas örlogsflotta föreslog en gemensam attack på Palermo. Guiscard avvisade förslaget och Pisas amiral angrep emiratets huvudstad från havet utan stöd från land. Men attacken misslyckades.
Mahdia, huvudstaden i det Ziridiska emiratet angreps av Pisa och Genua 1087. Detta som ett led för att stoppa den piratverksamhet som utgick från Siciliens hamnar. Mahdia plundrades och Pisa använde sin del av bytet för att bygga domkyrkan vid Piazza dei Miracoli.
År 1115 befriade den pisanska flottan de Baleariska öarna och körde iväg saracenska pirater. Handel till sjöss ökade efterhand som sjörövarna blev färre. Alexandria blir Medelhavets största hamn. Pisas stora flotta gjorde det möjligt för republiken att bygga handelsstationer i städer i Nordafrika, Levanten och Bysans.

### Pisa och korstågen

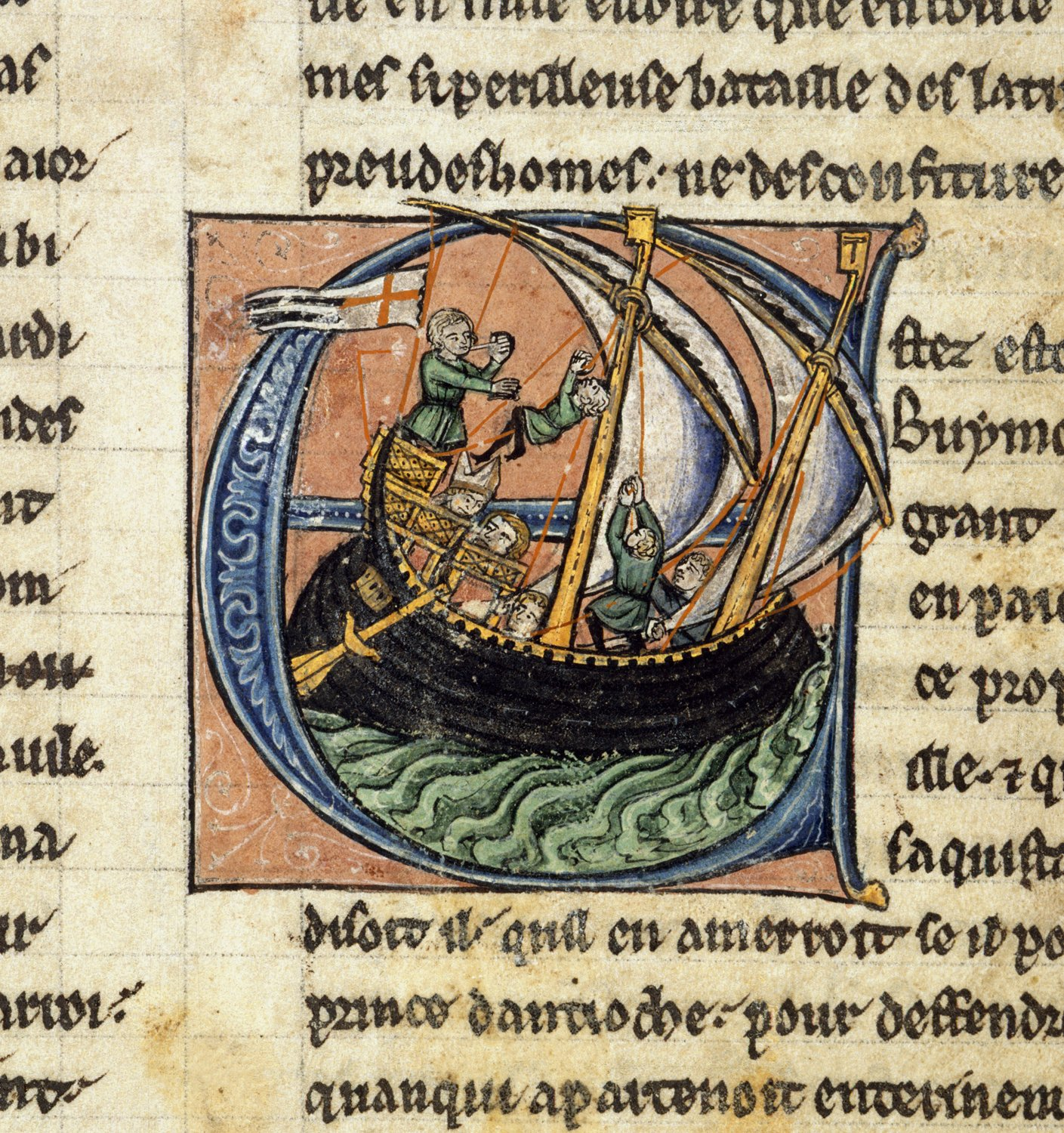
Bohemund och Daimbert.

Pisanerna deltog i första korståget (1096-99) under ledning av ärkebiskopen Dagobert med 120 fartyg. De levererade belägringsmaskiner för intagning av Jerusalem 1099  Under denna expedition anlade Pisa handelsstationer i Furstendömet Antiochia, Grevskapet Tripolis och Akko i Kungariket Jerusalem.
Akko blev den största och viktigaste staden i Korsfararstaterna. Handel blomstrade tack vare regelbundna karavaner till Damaskus. Republikerna Venedig och Genua fick förmånliga kungliga privilegier och byggde banker, konsulat och magasin vid hamnen.
Men även Alexandria i Egypten var viktig för den europeiska handeln. År 1154 träffade Pisa ett avtal med den fatimidiska kalifen Al-Zafir.
År 1174 blev Saladin Sultan över Egypten och Syrien. Han bygger upp Egyptens flotta med hjälp av Pisa, som levererar trä, metall och beck. 

### Republikens nedgång
Konkurrensen med Genua om herraväldet till sjöss ledde till många krig. Till lands var republiken utsatt för attacker från det påvetrogna Florens, eftersom Pisa på 1200-talet var anhängare av kejsaren politik.
Den 8 augusti 1284 angrep Genua Pisas flotta vid Meloria utanför Pisas viktigaste hamn, Porto Pisano. Två genuesiska skvadroner under befäl av Oberto Doria och Benedetto Zaccaria krossade den pisanska flottan under befäl av amiralen Ugolino della Gherardesca. Pisa förlorade sin ställning som ledande sjömakt i västra Medelhavet.
Under 1300-talet utvecklades Pisa till en ledande stat inom arkitektur och konst. Men det uppskattades inte av Florens och ledde till konfliker. År 1399 blev Pisa en vasallstat under Hertigdömet Milano och 1406 annekterade Florens republiken Pisa.

## Kända personer
Dagobert av Pisa blev utnämnd till biskop 1088 av påven Urban II. Fyra år senare upphöjdes Pisa till ett ärkebiskopsdöme. Hösten 1095 kallade påven till en synod i Clermont och uppmanade ”de västerländska kristna ott dra ut i strid mot hedningarna som regerade över Heliga landet”. Dabobert följde påven på dennes resor runt Europa för att värva kungar och riddare till det första korståget. Dagobert blev sedan befälhavare över den pisanska eskadern som deltog i det första korståget. Jerusalem belägrades 1099 och när den heliga staden erövrats utnämnde påven Dagobert till den första latinska patriarken av Jerusalem.
Leonard av Pisa, (1170-1250) var medeltidens största västliga matematiker. Hans far pisansk hamnkapten i Algeriet och Leonard lärde sig de arabiska siffrorna. Han flyttade till Palermo 1202 och skrev Liber Abaci.
Övriga kända personer:
- Eugenius III, påve, utlyste det andra korståget 1153.
- Ugolino della Gherardesca, (c. 1220-1289), greve av Donoratio beskriven i Den gudomliga komedin.
- Rustichello, deltog i korståg 1270-74, medförfattare till Marco Polos resor.
- Andrea Pisano, (1290 – 1348), guldsmed, skulptör och arkitekt.